# Eres vida (álbum)
Eres vida es el decimosexto álbum de la banda estadounidense Duelo, especializada en música norteña .
Fue publicado durante la pandemia de COVID-19. 

## Lista de canciones
| N.º   | Título                      | Duración |  |
| 1.    | «A punto de empezar»        | 03:01    |  |
| 2.    | «Si volviste a mí»          | 02:57    |  |
| 3.    | «Mi ángel bello»            | 03:03    |  |
| 4.    | «Un hombre con suerte»      | 03:25    |  |
| 5.    | «Tú»                        | 03:32    |  |
| 6.    | «Debo respirar»             | 03:57    |  |
| 7.    | «Que siga lloviendo»        | 03:14    |  |
| 8.    | «Eres vida»                 | 02:31    |  |
| 9.    | «Sueñas»                    | 03:08    |  |
| 10.   | «Lucharé por merecerte»     | 03:26    |  |
| 11.   | «Mueres por mí»             | 03:04    |  |
| 12.   | «Para crear un soñador»     | 03:24    |  |
| 13.   | «Más de lo que te imaginas» | 03:18    |  |
| 42:00 |                             |          |  |

Los temas que incluyeron video musical fueron «Eres vida», «Tú», «A punto de empezar», «Que siga lloviendo» y «Para crear un soñador».
El autor de todas las canciones es Oscar Iván Treviño.